# 哈里肯鎮區 (北卡羅萊納州阿什縣)
哈里肯鎮區（英語：Hurricane Township）是位於美國北卡羅萊納州阿什縣的一個鎮區。

## 地方資料
哈里肯鎮區的面積為50.50平方千米，皆為陸地。根據2020年美國人口普查的數據，當地共有人口269人，而人口密度為每平方千米5.33人。